# Списак градоначелника Зрењанина
Списак градоначелника Великог Бечкерека, Петровграда и Зрењанина.

## Пре 1872. године
- Лазар Хаџић (1848)
- (?) Плајан (1854)
- Димитрије Савић - Мита (1861—1865)

## Аустроугарски период (1872—1918)
- Михаљ Штефулић (1872-1874)
- Лајош Кулифаи (1874-1888)
- Јован Крстић (1888-1896)
- Јожеф Гранжан (1896-1902)
- Золтан Перишић (1902-1918)

## Међуратни период (1918—1941)
- Јован Миљковић (1918-1919)
- Иван Мирков (1919)
- Живан Јанкахидац (1919-1920)
- Ђурица Берберски (1920-1921)
- Богољуб Алексић (1920-1924)
- Ђурица Берберски (1924)
- Богољуб Алексић (1924-1928)
- Јован Стајић (1928)
- Никола Стефановић (1929-1931)
- Милош Стефановић (1931-1935)
- Ђурица Берберски (1935)
- Милорад Владив (1935-1936)
- Владимир Живковић (1935-1939)
- Милорад Цветков (1939-1940)
- Пера Ердељанов (1940-1941)

## Ратни период (1941—1944)
- Јозеф Гион (1941-1944)

## Послератни период (1944- )
- Ђорђе Маринковић (1944)
- Светозар Ружић (1944-1945)
- Славко Кирћански (1945-1948)
- Владета Савић (1949-1949)
- Драгољуб Кирћански-Уја (1949-1950)
- Светислав Јешић (1950-1955)
- Драгољуб Кирћански-Уја (1955—1959)
- Милорад Бировљев (1959-1962)
- Војин Арсенов (1962-1967)
- Љубомир Пајић (1967-1970)
- Душан Радаковић (1971-1974)
- Мирко Челар (1974-1979)
- Мирољуб Гећин (1979-1982)
- Милорад Милисављевић (1982-1983)
- Милан Бубрешко (1983-1984)
- Милан Вујин (1984-1985)
- Богдана Глумац-Леваков (1985-1986)
- Борислав Одаџић (1986-1987)
- Милан Милошев (1988)
- Ђорђе Мавренски (1989)
- Светислав Крстић (1989-1992)
- Љубо Слијепчевић (1993-1996)
- Златомир Козловачки (1996-1998)
- Иван Француски (1998-2000)
- Милан Чежек (2000-2004)
- Горан Кнежевић (2004-2009)
- Милета Михајлов (2009-2012)
- Горан Кнежевић (2012)
- Иван Бошњак (2012-2014)
- Чедомир Јањић (2014-2020)
- Симо Салапура (2020-)

## Извор
- ЗРикипедија Списак градоначелника Великог Бечкерека, Петровграда и Зрењанина